# Irondale (Missouri)
Irondale – miasto w Stanach Zjednoczonych, w stanie Missouri, w hrabstwie Washington.